# Busu River
Der  Busu (in der deutschen Kolonialzeit Adlerfluss oder Bussu) ist ein Fluss im östlichen Papua-Neuguinea, der in der Rawlinson Range entspringt, in allgemein südöstlicher Richtung seinen Verlauf nimmt und nach etwa 60 km etwas östlich von  Lae in den Huongolf mündet. Einige Kilometer östlich mündet der fast namensgleiche Fluss Buso in den Huongolf.
Der Fluss ist einer der am schnellsten fließenden Flüsse weltweit.
Die Gegend um den Fluss war ab 1899 Teil der deutschen Kolonie und ging nach Ende des Ersten Weltkriegs in australischen Mandatsbesitz über. Zu dieser Zeit lagen die Malahang Plantage und Missionsstation in der Nähe des Flusses.